# معهد واشنطن لسياسة الشرق الأدنى
معهد واشنطن لسياسة الشرق الأدنى (The Washington Institute for Near East Policy) هو معهد بحث أمريكي تأسس في 1985 من قبل لجنة العلاقات الأمريكية الإسرائيلية المعروفة اختصارا بأيباك ويقع مقره في واشنطن العاصمة. بحسب موقعه الإلكتروني اُسس لترقية فهم متوازن وواقعي للمصالح الأمريكية في الشرق الأوسط. وبتوجيه من مجلس مستشارين بارز من كلا الحزبين من أجل توفير العلوم والأبحاث للإسهام في صنع السياسة الأمريكية في هذه المنطقة الحيوية من العالم. وينقل موقع تقرير واشنطن إن الهدف من تأسيسه كان دعم المواقف الإسرائيلية من خلال قطاع الأبحاث ومراكز البحوث وأن أيباك كانت المؤسسة الأم للمعهد حيث أن مديره المؤسس هو مارتن إنديك رئيس قسم الأبحاث السابق باللجنة.

## وصلات خارجية
- الموقع الرسمي